# Ázákéel
Ázákéel (arámiul: זיקיאל, ógörögül: Εζεκιήλ), más néven Êzêqêêl, a 200 bukott angyal 20 vezérének nyolcadika volt Énok könyvében. A név jelentése „Isten felhője”, amely illő hozzá, hisz Ázákéel volt az, aki a felhők tudományát, a meteorológiát megtanította az embereknek. Michael Knibb úgy fordítja le ennek az angyalnak nevét, mint „Isten hullócsillaga”.

## Fordítás
- Ez a szócikk részben vagy egészben  a   Chazaqiel című angol Wikipédia-szócikk fordításán alapul.  Az eredeti cikk szerkesztőit annak laptörténete sorolja fel. Ez a jelzés csupán a megfogalmazás eredetét és a szerzői jogokat jelzi, nem szolgál a cikkben szereplő információk forrásmegjelöléseként.